# Expedición 34
La Expedición 34 fue la 34.ª estancia de larga duración en la Estación Espacial Internacional.

## Tripulación
| Posición             | Primera parte (Noviembre de 2012)          | Segunda parte (Noviembre de 2012 a marzo de 2013) |
| -------------------- | ------------------------------------------ | ------------------------------------------------- |
| Comandante           | Kevin A. Ford, NASA Segundo vuelo espacial | Kevin A. Ford, NASA Segundo vuelo espacial        |
| Ingeniero de vuelo 1 | Oleg Novitskiy, RSA Primer vuelo espacial  | Oleg Novitskiy, RSA Primer vuelo espacial         |
| Ingeniero de vuelo 2 | Evgeny Tarelkin, RSA Primer vuelo espacial | Evgeny Tarelkin, RSA Primer vuelo espacial        |
| Ingeniero de vuelo 3 |                                            | Thomas Marshburn, NASA Segundo vuelo espacial     |
| Ingeniero de vuelo 4 |                                            | Chris Hadfield, CSA Tercer vuelo espacial         |
| Ingeniero de vuelo 5 |                                            | Roman Romanenko, RSA Segundo vuelo espacial       |

FuenteNASA